# Atlanta (sèrie de televisió)
Atlanta és una sèrie de televisió nord-americana de FX, estrenada en 2016, del gènere de la comèdia dramàtica, creada i protagonitzada per Donald Glover. La sèrie tracta sobre dos cosins que participen de l'escena del rap a la ciutat d'Atlanta i els seus esforços per millorar les seves vides i les vides de les seves famílies. FX va encarregar el pilot i una temporada completa de 10 episodis.
La sèrie ha tingut una gran acceptació, tant del públic com dels crítics i ha guanyat dos Premis Globus d'Or en la categoria Globus d'Or a la millor sèrie de televisió musical o còmica i Globus d'Or al millor actor en sèrie de televisió musical o còmica per Glover. A més, va rebre quatre nominacions als Primetime Emmy de 2017 en les categories Millor sèrie de comèdia, millor actor de comèdia, millor guió i millor adreça en sèrie de comèdia.
FX va anunciar la renovació de la sèrie per a una segona temporada, que es va estrenar l'1 de març de 2018, sota el títol d'Atlanta: Robbin' Season.

## Sinopsi
La sèrie mostra la vida diària d'Earn (Donald Glover) a Atlanta, un jove intel·ligent però amb poca iniciativa que abandona la universitat i que tracta de redimir-se davant els ulls de la seva exnòvia (la mare de la seva filla), els seus pares, i el seu cosí, que rapeja sota el nom artístic de "Paper Boi". Després d'haver abandonat la Universitat de Princeton, Earn no té diners ni llar, per la qual cosa alterna entre quedar-se amb els seus pares i la seva núvia. Una vegada que s'adona que el seu cosí està a punt de convertir-se en una estrella, ho busca desesperadament per tornar a connectar, amb la finalitat de millorar la seva vida i la vida de la seva filla, Lottie.

## Personatges
- Donald Glover és Earnest "Earn" Marks, un jove que va abandonar la Universitat de Princeton i que intenta convertir-se en el representant del seu primer raper, "Paper Boi", quan veu que la seva carrera està ascendent, per millorar la seva vida i la de la seva filla Lottie.
- Brian Tyree Henry és Alfred "Paper Boi" Milers, un raper en ple ascens, tracta de comprendre la línia entre la vida real i la vida al carrer. És cosí d'Earn.
- Lakeith Stanfield és Darius Epps, millor amic i mà dreta d'Alfred.
- Zazie Beetz és Vanessa "Van" Keefer, una exmestra de ciències. Ella és l'exnúvia d'Earn i mare de la seva filla Lottie.

## Premis
| Any  | Premi             | Categoria                                   | Nominat                           | Resultat  |
| ---- | ----------------- | ------------------------------------------- | --------------------------------- | --------- |
| 2016 | Premis Globo d'Or | Millor Sèrie de Comèdia o Musical           | Atlanta                           | Guanyador |
| 2016 | Premis Globo d'Or | Millor Actor en Sèrie de Comèdia o Musical  | Donald Glover                     | Guanyador |
| 2017 | Premis Emmys      | Millor Sèrie de Comèdia                     | Atlanta                           | Nominada  |
| 2017 | Premis Emmys      | Millor Actor en Sèrie de Comèdia            | Donald Glover                     | Guanyador |
| 2017 | Premis Emmys      | Millor Adreça en Sèrie de Comèdia           | Donald Glover (Episodi: "B.A.N.") | Guanyador |
| 2017 | Premis Emmys      | Millor Guió en Sèrie de Comèdia             | Donald Glover (Episodi: "B.A.N.") | Guanyador |
| 2017 | Premis Emmys      | Stephen Glover (Episodi: "Streets on Lock") | Nominat                           |           |